# Skalar (fizika)
Skalar (prema lat. scalaris: ljestvični), u fizici, je mjerna veličina određena brojčanim iznosom, na primjer duljina dužine, ploština površine. U fizici, skalar je veličina određena brojem i mjernom jedinicom kao na primjer energija, vrijeme, masa, temperatura kao i brojčani (mjerni) iznosi veličina koje se po svojim svojstvima opisuju matematičkim vektorima kao na primjer iznos brzine {\displaystyle {\vec {v}}} ili iznos sile {\displaystyle {\vec {F}}}.

## Vektori i skalari
U fizici se susrećemo s dvije vrste fizičkih veličina: sa skalarima i vektorima. Dosta je na primjer reći da je temperatura na nekom mjestu 20 °C. Jednim brojem već je iskazano sve što znamo o temperaturi. Takve veličine, koje opisujemo jednim brojem ili jednom funkcijom od koordinata x, y i z i vremena t, zovemo skalarima. Pored temperature skalari su masa, energija, gustoća i tako dalje. Sasvim drukčije fizičke veličine su sile, brzina, ubrzanje, električna i magnetska polja. Nije dovoljno reći da brzina neke točke iznosi 10 m/s. Moramo još reći koji joj je smjer. Takve fizičke veličine kojima pripada još i neki smjer opisujemo vektorima. 
Vektorskom računu porijeklo je u zakonima koji vladaju u sastavljanju sila. Osnovni je problem u statici: kako se očituje djelovanje dviju ili više sila na isto tijelo? S. Stevin je prvi tu zadaću riješio na jednostavan geometrijski način. Sile možemo predočiti dužinama. Sama dužina pokazuje, kako je velika sila, a smjer dužine u prostoru (strelica) pokazuje smjer djelovanja. Ako na česticu djeluju dvije sile, koje nemaju isti smjer, tada njihova rezultanta ima smjer i veličinu dijagonale u paralelogramu, što ga određuju sile. 
Zakon paralelograma ne vrijedi samo kod sastavljanja sila, nego i kod sastavljanja brzina, ubrzanja, električnih i magnetskih polja, i tako dalje. Bila je to velika dobit da su se razna složena djelovanja dala svesti na ista poznata geometrijska pravila. Ova primjena geometrije u fizici nije slučajna, nego pokazuje duboko jedinstvo prirode. I geometrija je prirodna znanost. Ona je proistekla iz proučavanja svojstava stvarnog prostora i gibanja. Po tome je geometrija upravo najstarija grana fizike, kad fiziku shvatimo kao znanost o najopćenitijim svojstvima vanjskog svijeta. Matematika i geometrija kriju u sebi već bitan dio najopćenitije zakonitosti materije, pa i razvitak fizike vodi do sve veće primjene apstraktnih matematičko-geometrijskih metoda. Time se fizika ne udaljuje od konkretne realnosti, nego se u dubokom jedinstvu fizike, geometrije i matematike ogledaju najopćenitiji zakoni prirode.
Zakon paralelograma možemo primijeniti i na slučaj kad djeluju više od dvije sile. Ako djeluju tri sile, tada sastavimo najprije djelovanje dviju sila, a zatim njihovu rezultantu s trećom silom. I obratno, po načelu paralelograma možemo jednu silu rastaviti u više komponenata. Osobito je važan slučaj da jednu silu rastavimo u tri komponente, koje među sobom stoje okomito. Uzmemo li smjerove tih komponenata za smjerove koordinatnih osi, dobivamo poznati način za opisivanje jednog vektora. 
Jedan vektor možemo utvrditi na dva različita načina. Možemo reći, koliki je iznos (duljina) vektora i koji mu je smjer prema koordinatnim osima x, y i z. No također možemo uzeti projekcije vektora na 3 koordinatne osi. Očito je da je jedan vektor jednoznačno utvrđen kad kažemo kolike su njegove projekcije na osi x, y i z. Zbog toga kažemo da su vektori veličine određene s 3 broja. Projekcije vektora na koordinatne osi zovu se komponentama, a označit ćemo ih kao da donje indekse x, y i z. Komponente vektora sile pišemo prema tome:
{\displaystyle F_{x},F_{y},F_{z}}
Po Pitagorinu poučku je duljina r jednaka:
{\displaystyle r={\sqrt {x^{2}+y^{2}+z^{2}}}.\,}
Analogno tome je iznos vektora (njegova duljina) jednaka:
{\displaystyle F={\sqrt {F_{x}^{2}+F_{y}^{2}+F_{z}^{2}}}.\,}
Grčkim slovima α, β i γ označit ćemo kutove koje vektor čini s osi x, y i z. Projekcija vektora na osi x, dakle komponenta Fx, jednaka je duljini vektora pomnoženoj kosinusom kuta α. Sve 3 komponente vektora su jednake:
{\displaystyle F_{x}=F\cdot \cos \alpha }
{\displaystyle F_{y}=F\cdot \cos \beta }
{\displaystyle F_{z}=F\cdot \cos \gamma }
Suma dvaju vektora A i B određuje vektor C:
{\displaystyle A+B=C}
Komponente vektora C dobivamo tako da zbrojimo komponente obaju vektora A i B:
{\displaystyle A_{x}+B_{x}=C_{x}}
{\displaystyle A_{y}+B_{y}=C_{y}}
{\displaystyle A_{z}+B_{z}=C_{z}}
Ispravnost toga vidimo odmah ako svaki od vektora A i B prikažemo sumom triju vektora koji leže u koordinatnim osima.
Položaj jedne čestice u prostoru opisujemo radijvektorom ili radijus-vektorom r. Taj vektor polazi od ishodišta koordinatnog sustava i dopire do položaja čestice. U malom vremenskom razdoblju Δt čestica je došla iz položaja r1 do položaja r2. Spojnica tih dvaju vektora je put čestice u promatranom vremenskom razdoblju. Infinitezimalni pomak čestice jednak je:
{\displaystyle {d}{r}=r_{2}-r_{1}}
Brzinu određujemo kao kvocijent između ovog infinitezimalnog pomaka i vremena:
{\displaystyle v={\frac {dr}{dt}}}
Vektor dr ima komponente dx, dy i dz. To su pomaci u smjeru osi x, y i z. Prema tome ima brzina komponente:
{\displaystyle v_{x}={\frac {dx}{dt}}}
{\displaystyle v_{y}={\frac {dy}{dt}}}
{\displaystyle v_{z}={\frac {dz}{dt}}}
Smjer brzine dan je tangentom na stazu čestice. On leži uvijek na krivulji, koju čestica opisuje. Razmotrimo vektor brzine u dva susjedna trenutka. On se može promijeniti i po smjeru i po iznosu. Pri gibanju u pravcu mijenja se samo iznos, pri jednolikoj vrtnji mijenja se samo smjer. Promjenu brzine možemo naći tako, da vektor brzine za oba trenutka nanesemo od iste točke. Tada je spojnica obaju vektora promjena brzine. Po određenju je ubrzanje jednako diferencijalnom kvocijentu brzine i vremena:
{\displaystyle a={\frac {dv}{dt}}}

### Skalarni i vektorski umnožak
Jedna od najvažnijih operacija u vektorskom računu je skalarni umnožak. Na skalarni umnožak dvaju vektora dolazimo odmah čim promatramo mehanički rad, gdje sila i put nemaju isti smjer. Uzmimo da neki teret vučemo po kosini. Težina prema dolje jednaka je F = m∙g. Mi ne trebamo da teret vučemo tolikom silom prema gore. U obzir dolazi samo projekcija sile teže na kosinu. Kut između sile teže i kosine označit ćemo s α. Projekcija težine na kosinu jednaka je F∙cos α. Pomaknuvši teret za put s, vršimo rad jednak:
{\displaystyle W=F\cdot s\cdot cos\alpha }
Sila F je vektor, a također je vektor i pomak s u prostoru. Rad je skalarna veličina. Izraz F∙s∙cos α zove se skalarni produkt obaju vektora. Rad je najveći kad sila i put imaju isti smjer, a isčezava kad oni stoje okomito. Skalarni produkt dvaju vektora je veličina koju dobivamo tako da umnožak iznosa obaju vektora pomnožimo kosinusom kuta između njih. Ili drukčije, skalarni produkt dobivamo tako da iznos jednog vektora pomnožimo projekcijom drugog vektora na prvi vektor, to jest {\displaystyle {\vec {F}}\cdot {\vec {s}}}. Običaj je da se skalarni produkt dvaju vektora piše u obliku:
{\displaystyle W={\vec {F}}\cdot {\vec {s}}}
Po Arhimedovom pravilu poluga je u ravnoteži kad je umnožak sile i kraka jednak za obje strane poluge. Poluga neka stoji vodoravno, a sile neka djeluju okomito. Označimo težinu ili silu koja djeluje na jedan krak s F1, na drugi krak s F2, udaljenost hvatišta jedne sile od osi vrtnje poluge s D1, a druge s D2. Kad je ravnoteža, tad je:
{\displaystyle F_{1}\cdot D_{1}=F_{2}\cdot D_{2}}
Umnožak sile F i udaljenost D zove se moment sile. Za ravnotežu nekog krutog tijela nisu mjerodavne same sile, nego momenti sila. Ako sila ne stoji okomito na polugu, vrtnju pobuđuje komponenta sile okomita na polugu. Ta je komponenta jednaka F∙sinφ, gdje φ znači kut između sile i kraka. Uzmimo sada općenito, da neka sila djeluje na kruto tijelo, koje se može vrtjeti oko jedne točke, na primjer težišta. Moment sile koja djeluje na udaljenosti r od točke vrtnje, jednak je:
{\displaystyle F\cdot r\cdot \sin \phi }
Očito je da će os vrtnje biti onaj pravac koji stoji okomito na ravninu što je određuje sila i spojnica točke vrtnje s hvatištem sile. Razmatranja o momentu sile vode nas na to da uvedemo novi vektorski izraz: vektorski umnožak dvaju vektora. 
Nanesimo ih od iste točke. Oni određuju jednu ravninu. U krajevima obaju vektora povucimo paralelne vektore. Dobivamo paralelogram. Površina paralelograma općenito je jednak umnošku baze i visine. Za bazu uzmimo jedan vektor, a visinu dobivamo da iznos drugog vektora pomnožimo sa sinusom kuta između oba vektora. Kao vektorski produkt dvaju vektora :{\displaystyle {\vec {r}}} i {\displaystyle {\vec {F}}} uvodimo vektor :{\displaystyle {\vec {r}}\times {\vec {F}}}, koji ima iznos jednak površini paralelograma, dakle:
{\displaystyle F\cdot r\cdot \sin \phi }
a stoji okomito na paralelogram obaju vektora u smjeru desnog vijka. Moment sile je vektorski produkt radijvektora i sile. 
Pored momenta sile možemo vektorskim produktima izraziti i moment impulsa:
{\displaystyle {\vec {M}}={\vec {r}}\times {\vec {p}}}
Smjer momenta impulsa stoji okomito na ravninu gibanja planeta. Lako se može pokazati da je moment impulsa konstanta Keplerova gibanja. 
Značenje momenta impulsa rasvijetlit ćemo na najjednostavnijem primjeru: rotatoru. To je čestica koja se na stalnoj udaljenosti vrti oko neke točke. Stalna udaljenost može se ostvariti na primjer jednom lakom motkom, na kojoj pričvrstimo kuglu. Čestica neka se vrti s konstantnom brzinom. Po definiciji je kutna brzina ω jednaka brzini točke koja se vrti na udaljenosti 1 metar od centra. Brzina čestice na udaljenosti r jednaka je r∙ω. Moment impulsa čestice jednak je r∙m∙v, a to je dalje jednako:
{\displaystyle M=m\cdot r^{2}\cdot \omega }
Kinetička energija čestice jednaka je 1/2∙m∙v2, a to je dalje jednako:
{\displaystyle E={\frac {m\cdot r^{2}\cdot \omega ^{2}}{2}}}
Običaj je da se umnožak mase s kvadratom udaljenosti označi kao moment tromosti čestice I:
{\displaystyle I=m\cdot r^{2}}
Moment tromosti ima pri vrtnji sličnu ulogu kakvu ima masa pri pravocrtnom gibanju (translaciji), gibanju po pravcu. Pri vrtnji je važno kakvu kutnu brzinu damo čestici ili tijelu. Uzmimo da vrtnju pobudi komponenta sile Fφ u smjeru tangente na kružnicu vrtnje. Newtonov zakon gibanja:
{\displaystyle F_{\phi }=m\cdot r\cdot \omega }
pomnožimo lijevo i desno s r. Kutno ubrzanje je tada:
{\displaystyle \omega ={\frac {r\cdot F_{\phi }}{m\cdot r^{2}}}}
U brojniku stoji veličina mjerodavna za pokretanje - moment sile - a u nazivniku moment tromosti. Isti moment sile dat će čestici to manje kutno ubrzanje što je veći moment tromosti. Pomoću momenta tromosti možemo tri posljednje jednadžbe pisati:
{\displaystyle M=I\cdot \omega }
{\displaystyle E={\frac {I\cdot \omega ^{2}}{2}}}
{\displaystyle I\cdot {\frac {d\omega }{dt}}=r\cdot F_{\phi }}
Općenito se svi ti izrazi za vrtnju rotatora podudaraju s običnim zakonima gibanja kad se u njima zamijene:
- koordinata x s kutom φ,
- brzina v s kutnom brzinom ω,
- masa m s momentom tromosti I,
- sila F s momentom sile r∙F∙sin φ,
- impuls sile p s momentom impulsa M.

Zbog te analogije često se još moment impulsa zove impuls vrtnje i označuje sa pφ:
{\displaystyle p_{\phi }=m\cdot r^{2}\cdot {\frac {d\phi }{dt}}}
Prema Keplerovu zakonu za gibanje planeta, radijvektor opisuje u jednakim vremenima jednake površine. Predočimo površinu, koju prijeđe radijvektor u malom vremenu dt. Ta površina jednaka je 1/2∙r2∙dφ, gdje je dφ kut, što ga radijvektor prelazi u vremenu dt. Omjer između te površine i vremena jednak je:
{\displaystyle {\frac {{\frac {1}{2}}\cdot r^{2}\cdot {d\phi }}{dt}}=m\cdot {\frac {1}{2}}\cdot r^{2}\cdot {\frac {d\phi }{dt}}}
No taj je omjer prema Kepleru konstantan. Čestica se oko centra sile kreće tako da njena spojnica s čvrstim centrom opisuje površinu, koja jednoliko raste s vremenom. Drugi Keplerov zakon samo je drugi oblik zakona o održanju impulsa vrtnje.